# Valdeolmillos
Valdeolmillos è un comune spagnolo di 83 abitanti situato nella comunità autonoma di Castiglia e León.